# Micromyrtus gracilis
Micromyrtus gracilis är en myrtenväxtart som beskrevs av Anthony R. Bean. Micromyrtus gracilis ingår i släktet Micromyrtus och familjen myrtenväxter. Inga underarter finns listade i Catalogue of Life.